# Peloton (krijgsmacht)

Standaard NAVO-symbool voor een infanteriepeloton

Een peloton is een militaire eenheid. De term ontstond in de 17de eeuw en komt van het Franse woord pelote.

## Belgisch leger
In het Belgisch leger bestaat een peloton uit 30-40 militairen. Een peloton bestaat  vervolgens uit een staf- en steunsectie (commando) en drie wapensecties. De staf is het commando van het peloton en bestaat uit een pelotonscommandant (meestal een luitenant) en een pelotons-adjunct (meestal een 1ste Sergeant). 
Indeling van een peloton:
- Staf-en Steunsectie (commando-eenheid)
  - pelotonscommandant
  - pelotonsadjudant
  - magazijnier
- drie wapensecties.

## Nederlandse leger
Een peloton in het Nederlandse leger is een onderdeel van een compagnie en bestaat, afhankelijk van de taak, uit 20 tot 50 militairen, waarin de laagste rang soldaat is. Aan het hoofd van een peloton staat een officier; doorgaans een luitenant. De plaatsvervangend commandant is meestal een sergeant eerste klasse.
Een peloton bestaat weer uit een aantal afzonderlijke groepen met een grootte van zo'n 3 tot 8 militairen, met aan het hoofd een onderofficier (de GPC ofwel groepscommandant), meestal een sergeant. 
Ook binnen de organisatiestructuur van het Korps Mariniers bestaan pelotons. Sommige zeer gespecialiseerde pelotons staan onder direct bevel van een bataljonscommandant.